# The Bangkok Five
The Bangkok Five sono un gruppo alternative rock statunitense formatosi a Los Angeles nel 2003, che ha inciso sino ad ora un EP dal titolo 10 The Hard Way un album uscito nel 2006 ed intitolato Who's Gonna Take Us Alive? un album uscito nel 2008 ed intitolato We Love What Kills Us ed un album uscito nel 2010 ed intitolato Under the Covers.
Sempre nel corso del 2006 hanno intrapreso un lungo tour che li ha portati a suonare dapprima in California, poi nel resto degli USA a supporto di band come i Buckcherry, Circus Diablo. Tra settembre ed ottobre sono apparsi in Europa come band di supporto dei Papa Roach durante tutto il loro tour europeo che ha toccato anche Milano e Vienna. Una volta tornati negli Stati Uniti hanno effettuato un tour come band di supporto ai The Cult.

## Discografia
- 2005: 10 The Hard Way
- 2006: Who's Gonna Take Us Alive?
- 2008: We Love What Kills Us
- 2010: Under the Covers